# 聖母の結婚 (ペルジーノ)

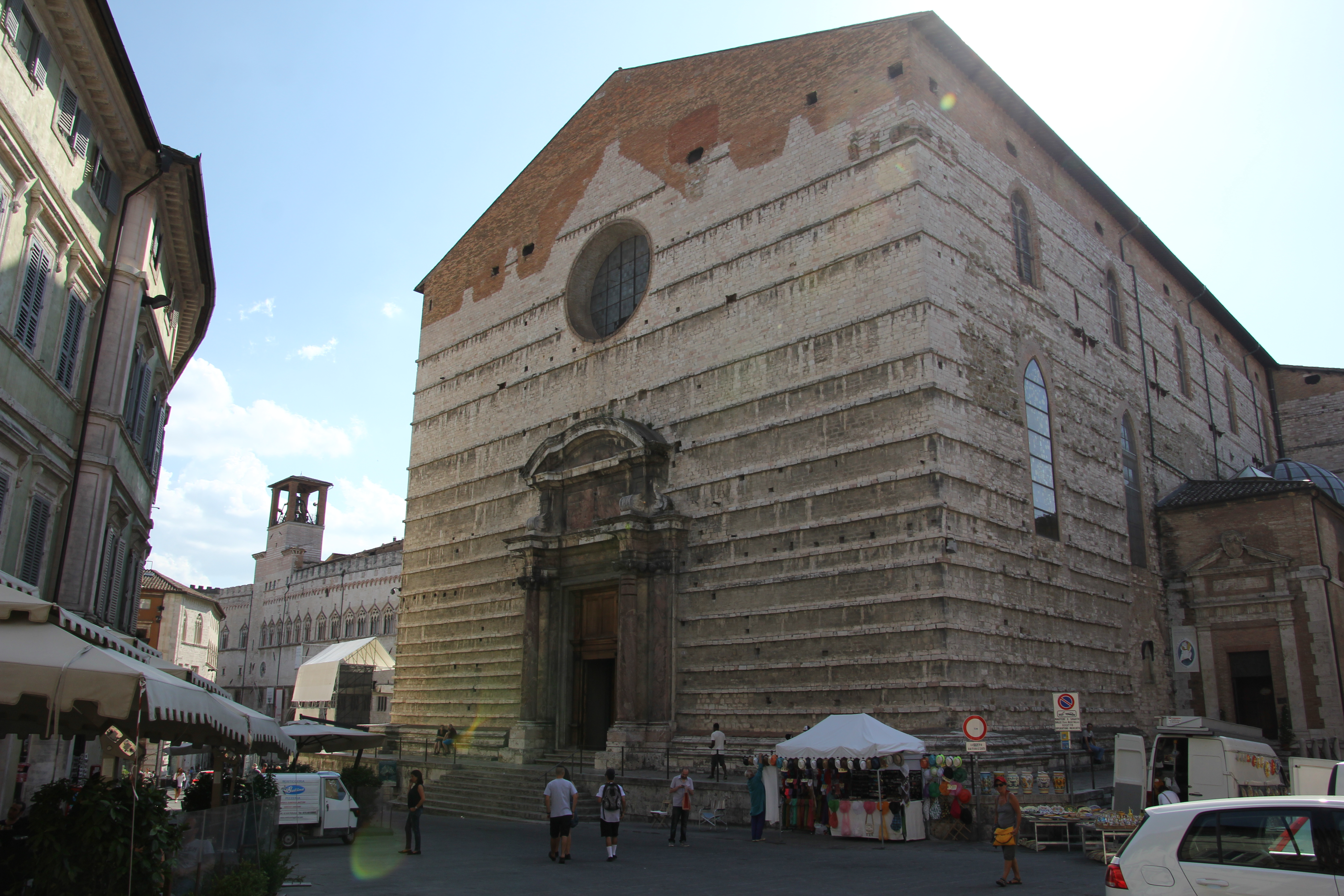
ペルージャ大聖堂。サン・ロレンツォ大聖堂とも呼ばれる。

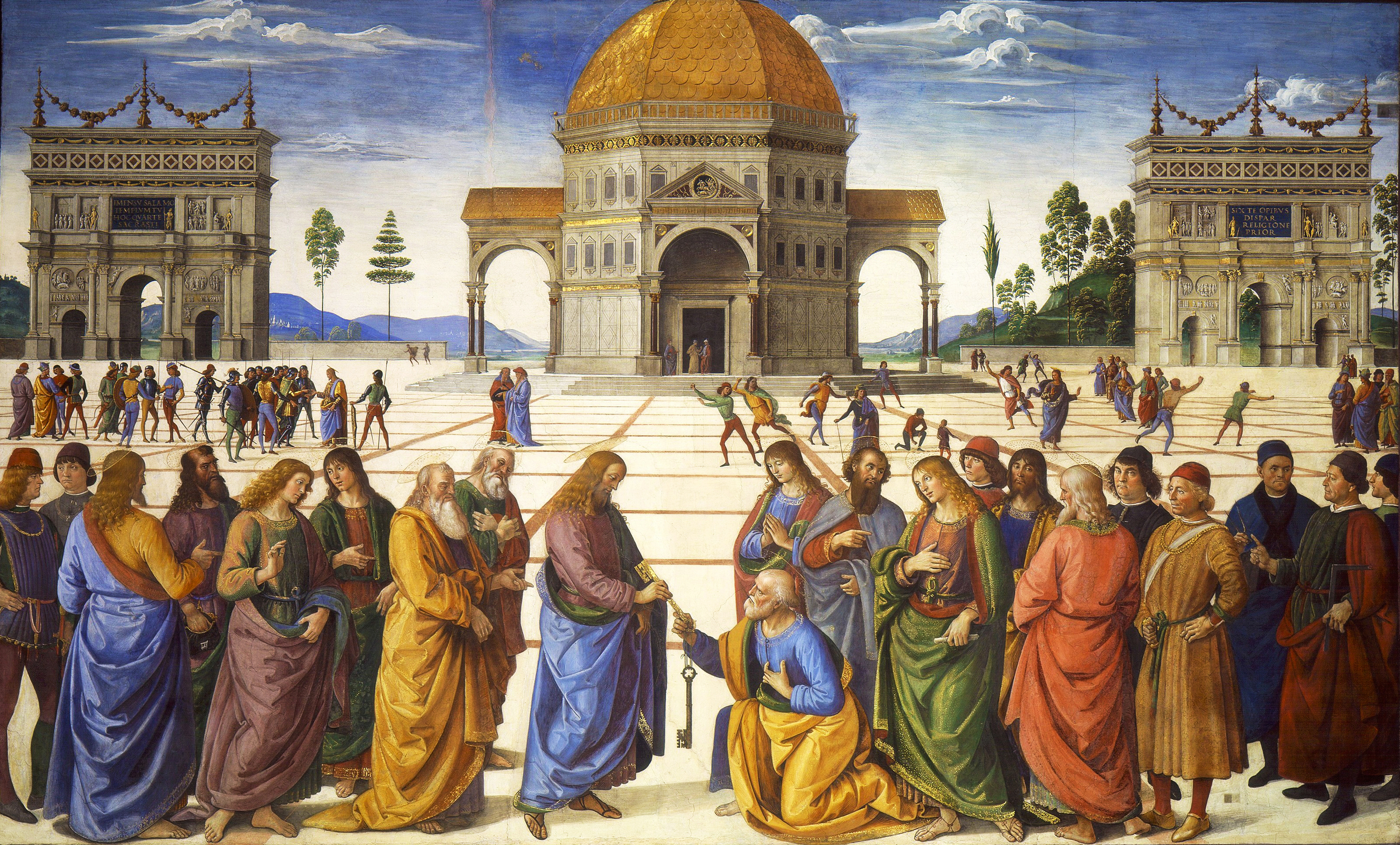
ペルジーノによるシスティーナ礼拝堂のフレスコ画『聖ペテロへの天国の鍵の授与』。1481年から1482年ごろ。

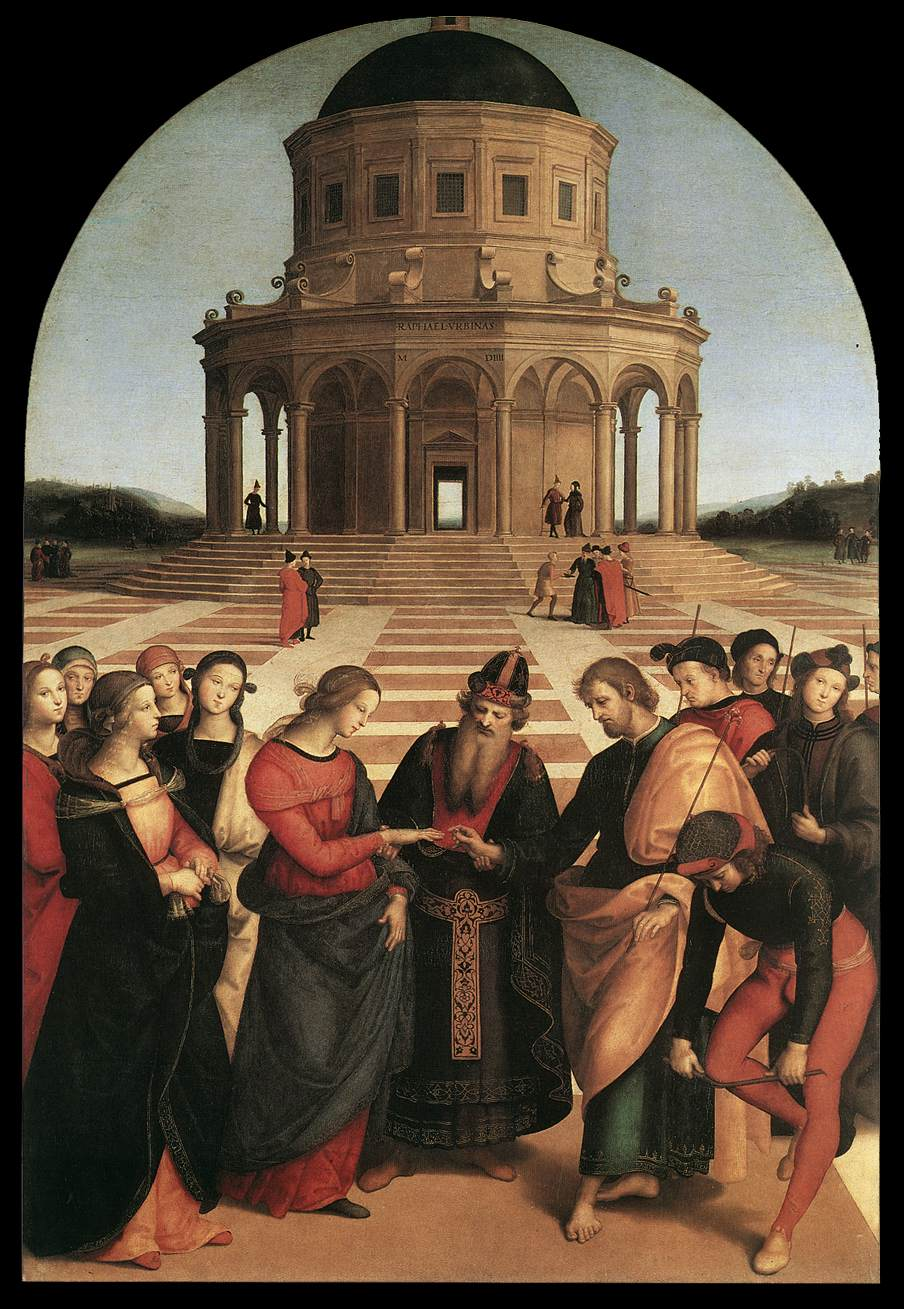
ラファエロ・サンツィオの『聖母の結婚』。ブレラ美術館所蔵。1504年ごろ。

『聖母の結婚』（せいぼのけっこん、伊: Lo Sposalizio della Vergine, 仏: Le Mariage de la Vierge, 英: The Marriage of the Virgin）は、盛期ルネサンスのイタリアの巨匠ピエトロ・ペルジーノが1504年に制作した絵画である。油彩。主題は外典福音書やヤコブス・デ・ウォラギネの『黄金伝説』で語られている聖母マリアとナザレの聖ヨセフの結婚である。聖母の聖遺物である結婚指輪が納められたペルージャ大聖堂の聖指輪礼拝堂（Cappella del Santo Anello）の祭壇画として制作された。フランス、カルヴァドス県カーンのカーン美術館に所蔵されている。

## 主題
外典福音書や『黄金伝説』によると、マリアはエルサレムの神殿で育てられていた。あるとき大祭司ザカリア（洗礼者聖ヨハネの父）のもとに天使が現れ、国内の結婚可能な男たちに杖を持って神殿に来させ、神の徴が現れた者をマリアの夫にするようにと告げた。ナザレのヨセフが杖を持って神殿に入り、祭壇に杖を置くと、ヨセフの杖だけ花が咲き、さらに天から1羽の鳩が舞い降りて杖にとまるという奇跡が起きた。そのためマリアの夫となる者が誰の目にも明らかとなった。ヨセフは自分が高齢でありマリアとの年齢差があまりに大きいために辞退しようと考えたが、説得を受けて結婚した。

## 制作経緯
ペルージャ大聖堂の聖指輪礼拝堂には聖母の結婚指輪とされるものが収められている。この聖遺物は1473年に修道士ウィンタリオ・ディ・マゴンザ（Winterio di Magonza）が信心深さゆえにキウージから盗み出してペルージャにもたらしたと伝えられている。最初、祭壇画は1489年9月16日にペルージャ出身の画家で、ジョルジョ・ヴァザーリによればペルジーノの弟子であったピントゥリッキオに発注されたが、ピントリッキオは幾度かの停滞ののち最終的に祭壇画を描き上げることができなかったため、10年後の1499年4月11日に改めてペルジーノに発注された。発注を引き継いだペルジーノは1500年ごろに制作を開始したが、1503年12月の段階で祭壇画は完成しておらず、1504年ごろに制作を終えた。

## 作品
ペルジーノは年老いた聖ヨセフが聖母マリアの指に結婚指輪を着けるシーンを描いている。大祭司ザカリアは画面の中央に立って、聖ヨセフと聖母マリアの手を取り、マリアが結婚指輪を着けるのを導いている。画面左側にヨセフを含む他の求婚者たちが、右側にマリアを含む女性たちが並んで立っている。聖ヨセフは開花した杖を持っているが、マリアと結婚できなかった他の男たちは聖ヨセフとは対照的に若者として描かれている。彼らのうち、ある者は悔しさから自らの太腿の上で、ある者は胸の前で、またある者は画面左の遊歩道で脛を使って杖を折り曲げている。
背景の画面中央上部には理想的な建築物として八角形のエルサレム神殿が描かれている。ペルジーノはシスティーナ礼拝堂で制作したフレスコ画『聖ペテロへの天国の鍵の授与』（Consegna delle chiavi）と同様に、結婚の場面を線遠近法に基づく幾何学的シンメトリーの構図の中に設定している。画面中央下部に配置された大祭司ザカリアはエルサレム神殿の開け放たれた扉が示す縦軸と正確に一致し、この扉の位置にすべての線が収束する単一の消失点が存在している。遠景を垣間見ることができるエルサレム神殿は、新郎と新婦に約束された神学的地平線を象徴している。
ラファエロは1504年に本作品に触発されてチッタ・ディ・カステッロのサン・フランチェスコ教会のために『聖母の結婚』（Lo Sposalizio della Vergine）を描いた。ラファエロの『聖母の結婚』は本作品と非常によく似ているが、ヴァザーリは両作品を取り上げてラファエロの作品をより優れたものとしている。1902年に美術史家バーナード・ベレンソンは本作品をラファエロの作品の原型ではなく、逆にラファエロの複製であると主張して物議を醸した。
絵画は一般的にペルジーノに帰属されているが、制作自体は工房によって行われた可能性がある。弟子の1人ロ・スパーニャに帰属する説もある。

## 来歴
絵画は3世紀近くものあいだペルージャ大聖堂の聖指輪礼拝堂を飾った。1798年、ナポレオン・ボナパルト率いるフランス軍によってペルージャから32枚の絵画が押収され、フランスに運ばれた。そのうち12枚がペルジーノの作品であり『聖母の結婚』はこのとき略奪された絵画に含まれていた。その後、絵画は1804年にカーン美術館に移管された。絵画返還のためのペルージャおよびアントニオ・カノーヴァの努力は実ることはなく、1825年にフランスの新古典主義の画家ジャン＝バティスト・ウィカルによって複製が制作され、イタリアに送られた。ウィカルの複製は現在も大聖堂の礼拝堂に設置されている。